# Saint Michel d’Aiguilhe
Saint-Michel d’Aiguilhe – kaplica położona na 85-metrowej wulkanicznej skale w pobliżu miejscowości Le Puy-en-Velay w regionie Owernia, w departamencie Górna Loara.
Zbudowana została w 962 roku jako jeden z początków szlaku pielgrzymek zwanego Drogą św. Jakuba. 
Do kaplicy można się dostać po pokonaniu 268 schodów wykutych w skale.
Już za czasów rzymskich skała, na której zbudowano kaplicę, była miejscem kultu Merkurego.